# علي رضا إمامي فر
علي رضا إمامي فر (بالفارسية: علیرضا امامی‌فر)، من مواليد 16 سبتمبر 1974، هو لاعب كرة قدم إيراني معتزل، بدأ مسيرته الرياضية سنة 1994، واعتزل نهائياً سنة 2010، لعب 20 مباراة مع المنتخب الإيراني، وذلك في أعوام 1998 و2000، وبدأ مسيرته التدريبية عام 2010.